# Eugen Knecht
Eugen Knecht (Rudny, 11 giugno 1987) è un attore kazako.
Ha interpretato Gavrilo Princip nel film del 2014 L'attentato - Sarajevo 1914.

## Filmografia parziale

### Televisione
- L'attentato - Sarajevo 1914 (Das Attentat - Sarajevo 1914), regia di Andreas Prochaska – film TV (2014)